# MobLand
MobLand è una serie televisiva anglo-statunitense ideata da Ronan Bennett e scritta insieme a Jez Butterworth. Prodotta da Guy Ritchie, vede come protagonisti Tom Hardy, Pierce Brosnan e Helen Mirren. La serie ha debuttato il 30 marzo 2025 su Paramount+.

## Trama
Gli Harrigan, una famiglia criminale londinese, si ritrova in lotta con gli Stevenson, e potrebbe porre fine al loro impero e alle loro vite. Harry Da Souza è chiamato dagli Harrigan per diventare il loro "risolutore" e proteggere la loro famiglia.

## Episodi
| Stagione       | Episodi | Pubblicazione |
| -------------- | ------- | ------------- |
| Prima stagione | 10      | 2025          |

## Personaggi e interpreti

### Principali
- Harry Da Souza, interpretato da Tom Hardy, doppiato da Simone D'Andrea.
Risolutore della famiglia Harrigan.
- Conrad Harrigan, interpretato da Pierce Brosnan, doppiato da Luca Ward.
Boss della famiglia criminale degli Harrigan e marito di Maeve.
- Kevin Harrigan, interpretato da Paddy Considine (adulto) e da Jack Rowan (giovane), doppiato da Riccardo Scarafoni (adulto) e da Alessandro Campaiola (giovane).
Secondogenito di Conrad e Maeve.
- Jan Da Souza, interpretata da Joanne Froggatt, doppiata da Francesca Manicone.
Moglie di Harry che sta affrontando una crisi di coppia.
- Isabella "Bella" Pennock Harrigan, interpretata da Lara Pulver, doppiata da Chiara Colizzi.
Moglie di Kevin e madre di Eddie, proveniente da una famiglia aristocratica.
- Edward "Eddie" Harrigan, interpretato da Anson Boon, doppiato da Andrea Di Maggio.
Figlio unico di Kevin e Isabella.
- Zosia, interpretata da Jasmine Jobson, doppiata da Ludovica Bebi.
Meccanica e aiutante di Harry.
- Seraphina Harrigan, interpretata da Mandeep Dhillon, doppiata da Perla Liberatori.
Gemmologa, figlia illegittima di Conrad e figliastra di Maeve.
- Brendan Harrigan, interpretato da Daniel Betts, doppiato da Massimo De Ambrosis.
Primogenito di Conrad e Maeve.
- Maeve Harrigan, interpretata da Helen Mirren, doppiata da Ada Maria Serra Zanetti.
Moglie di Conrad e madre di Brendan e Kevin.
- Richie Stevenson, interpretato da Geoff Bell, doppiato da Mario Cordova.
Capo della gang degli Stevenson nel sud di Londra, in guerra con la famiglia Harrigan per la scomparsa del figlio.
- Kat McAllister, interpretata da Janet McTeer, doppiata da Emanuela Rossi.
Agente del cartello internazionale e superiore di Jaime.
- Jaime Lopez, interpretato da Jordi Mollà, doppiato da Franco Mannella.
Agente del cartello coinvolto nella produzione di fentanyl.
- Colin Tattersall, interpretato da Toby Jones, doppiato da Angelo Maggi.
Ex vice ispettore capo di Scotland Yard in pensione che assiste Fisk e Mukasa nelle indagini.

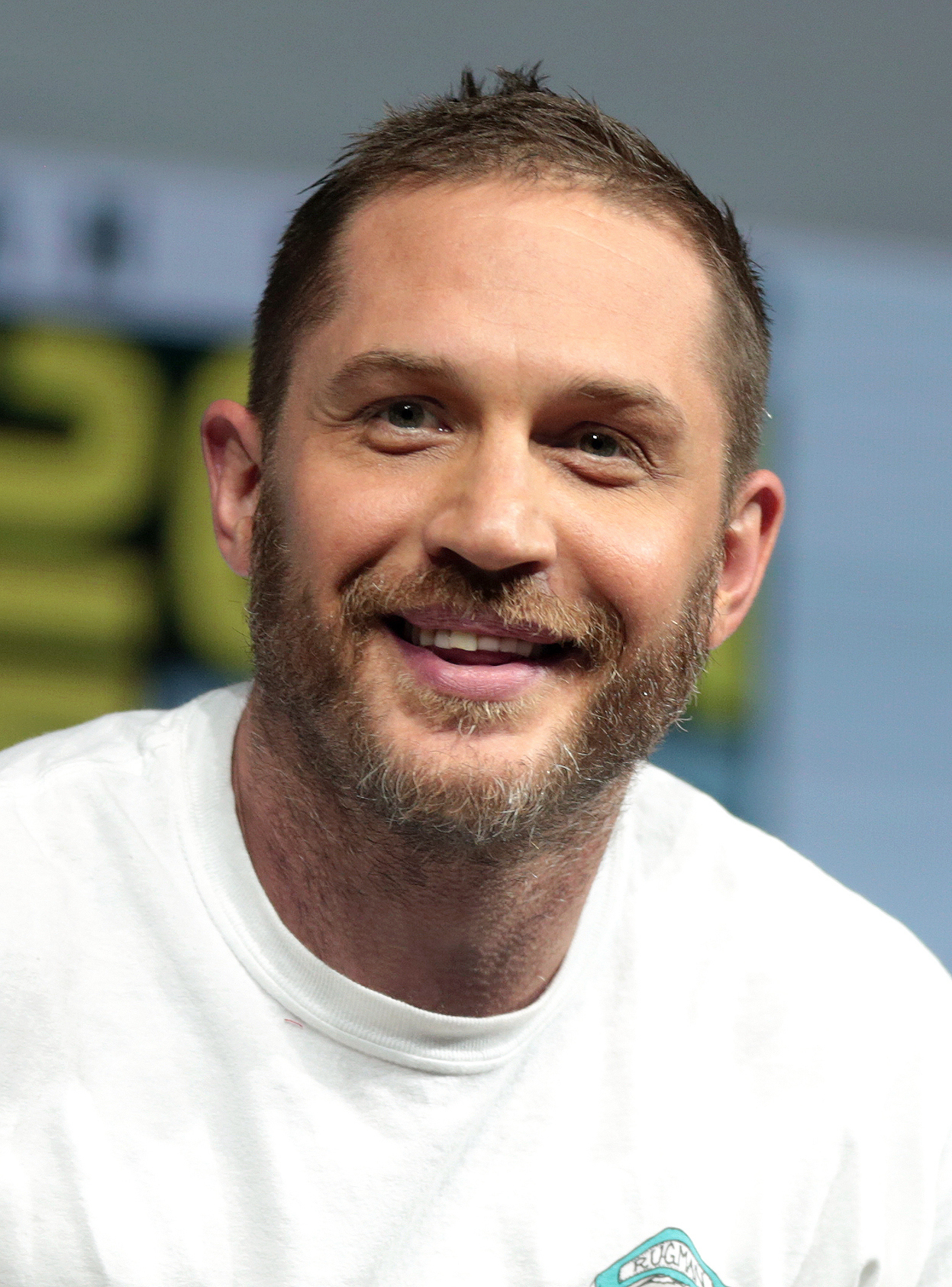
Tom Hardy
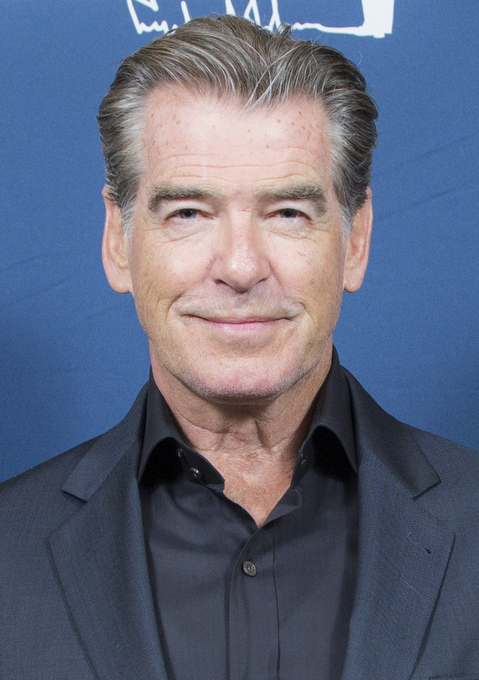
Pierce Brosnan
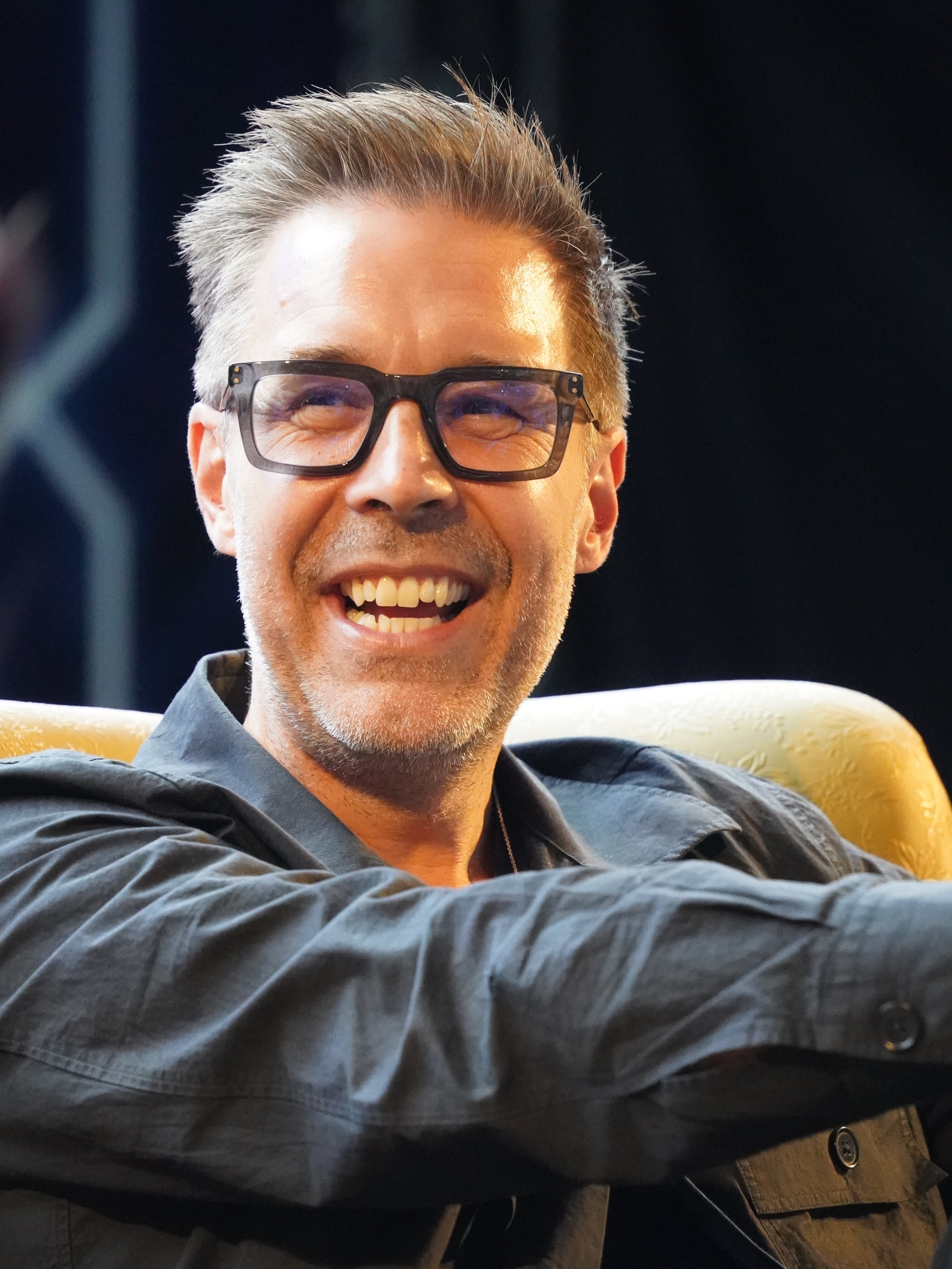
Paddy Considine
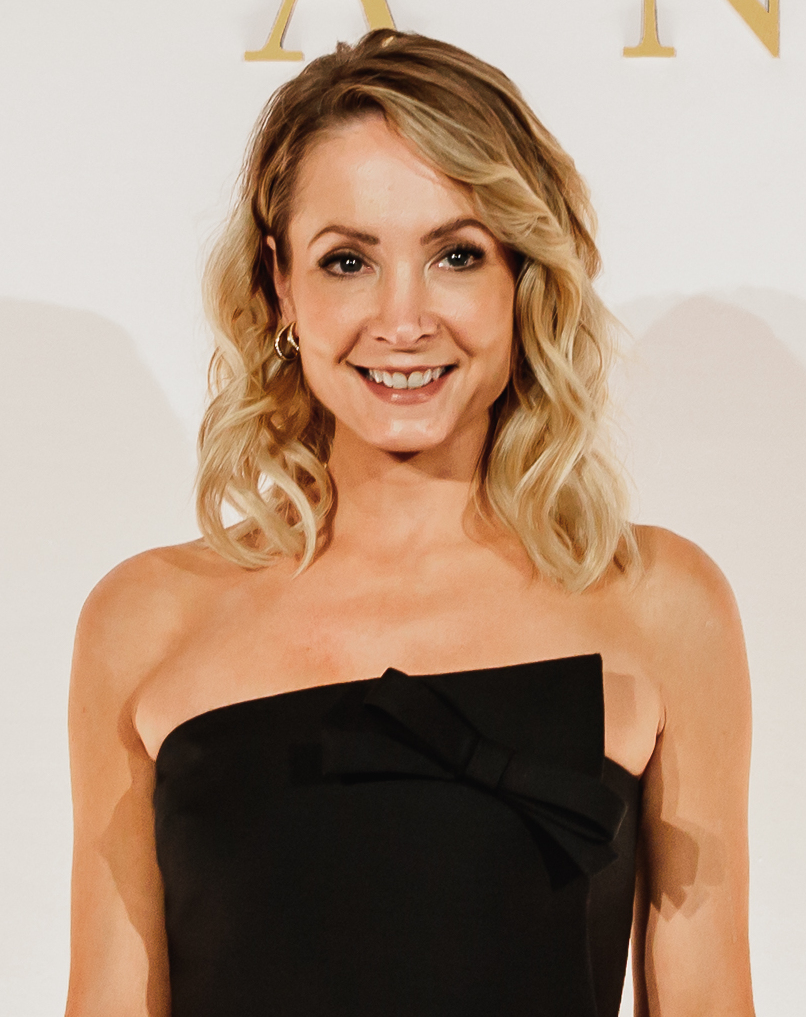
Joanne Froggatt
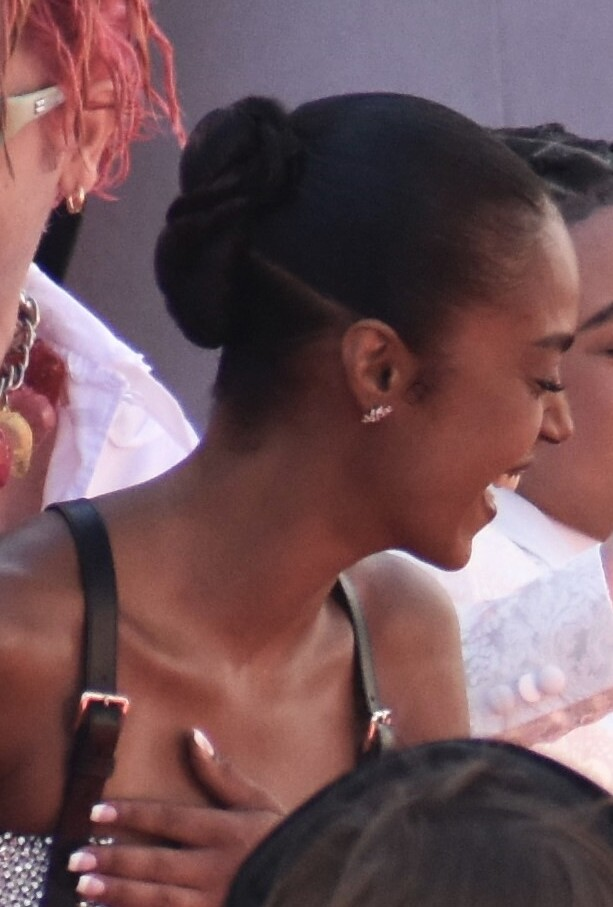
Jasmine Jobson
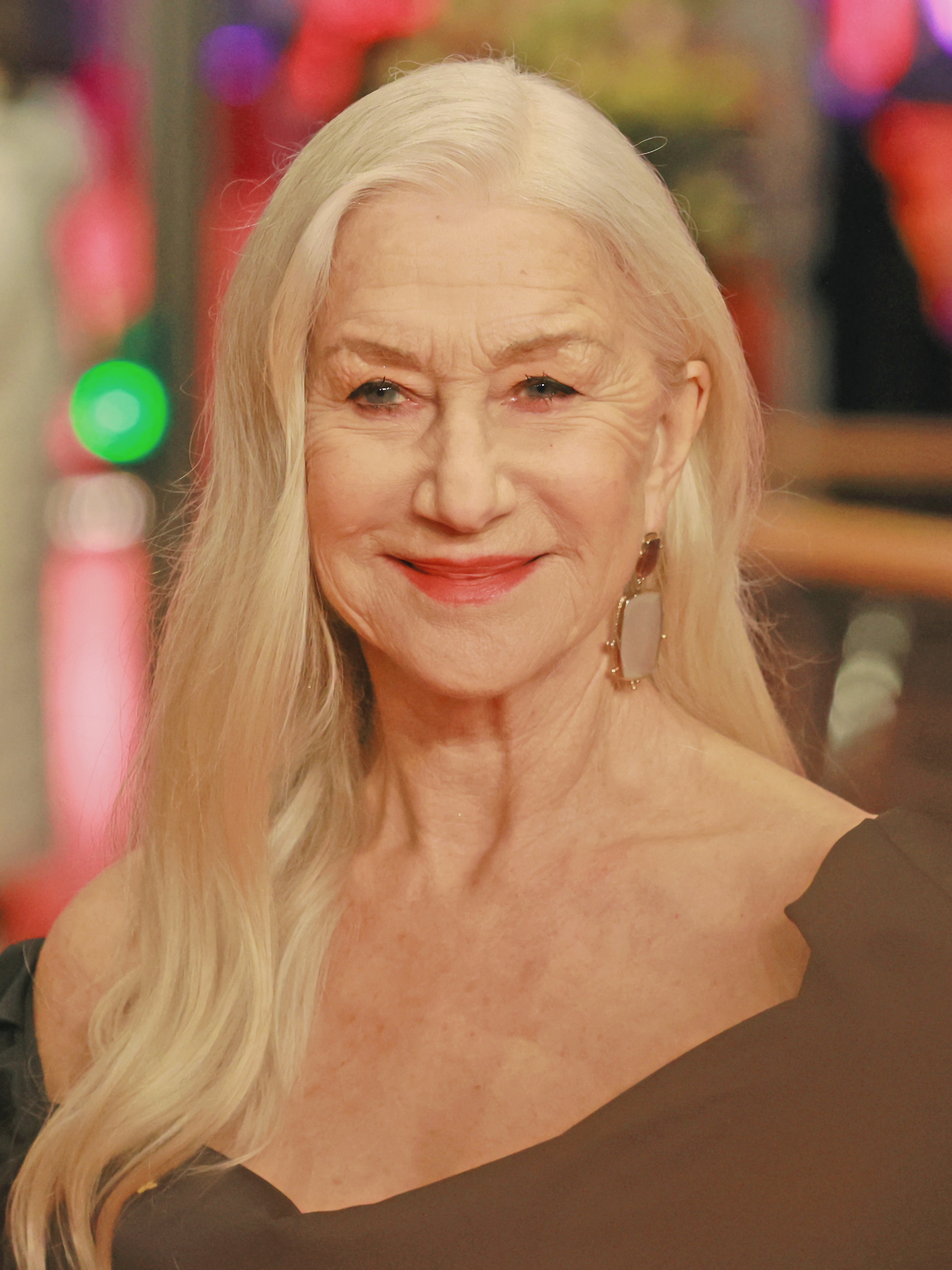
Helen Mirren
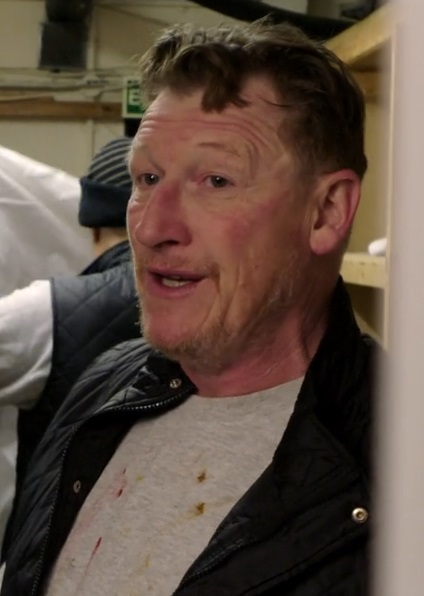
Geoff Bell
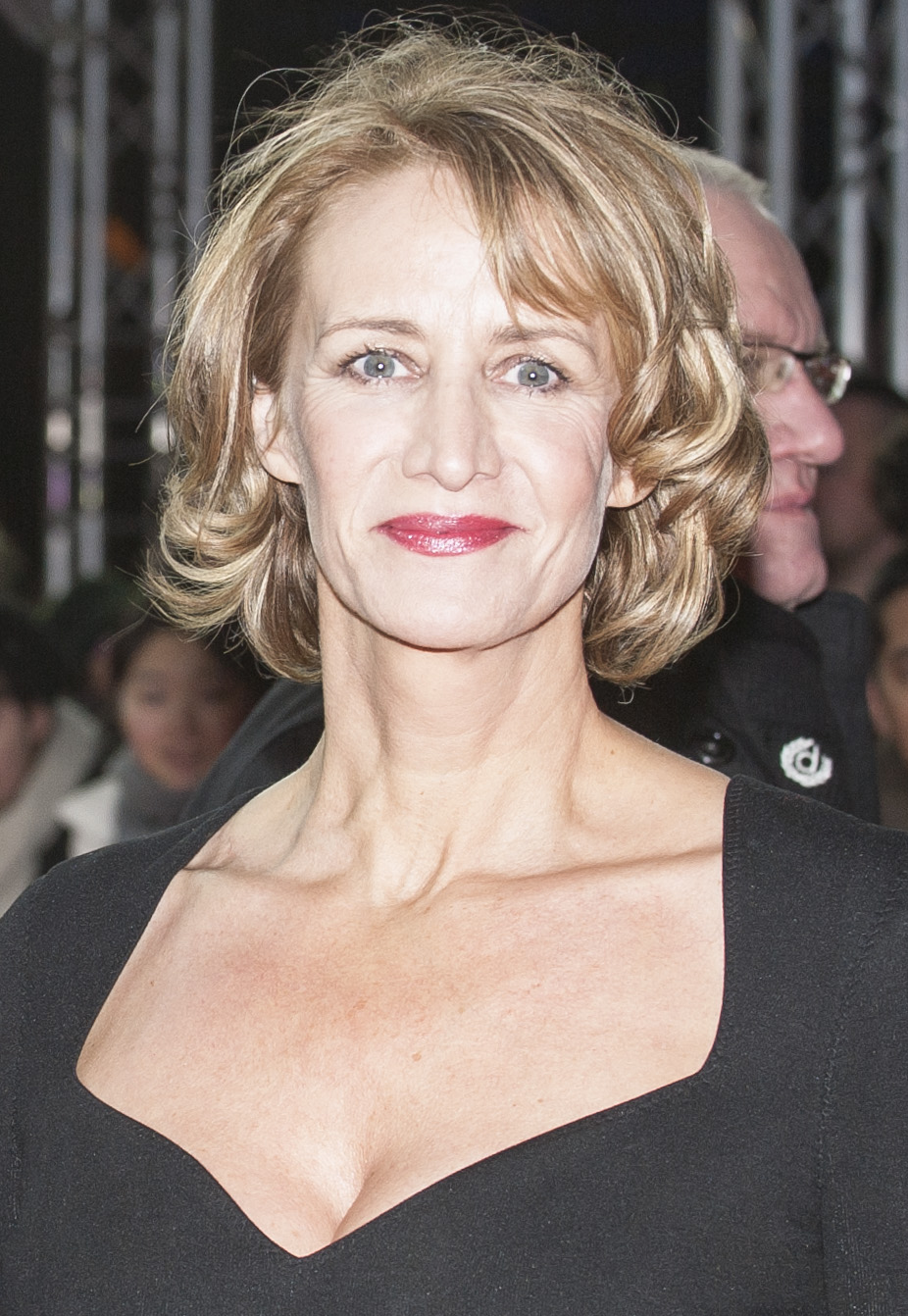
Janet McTeer
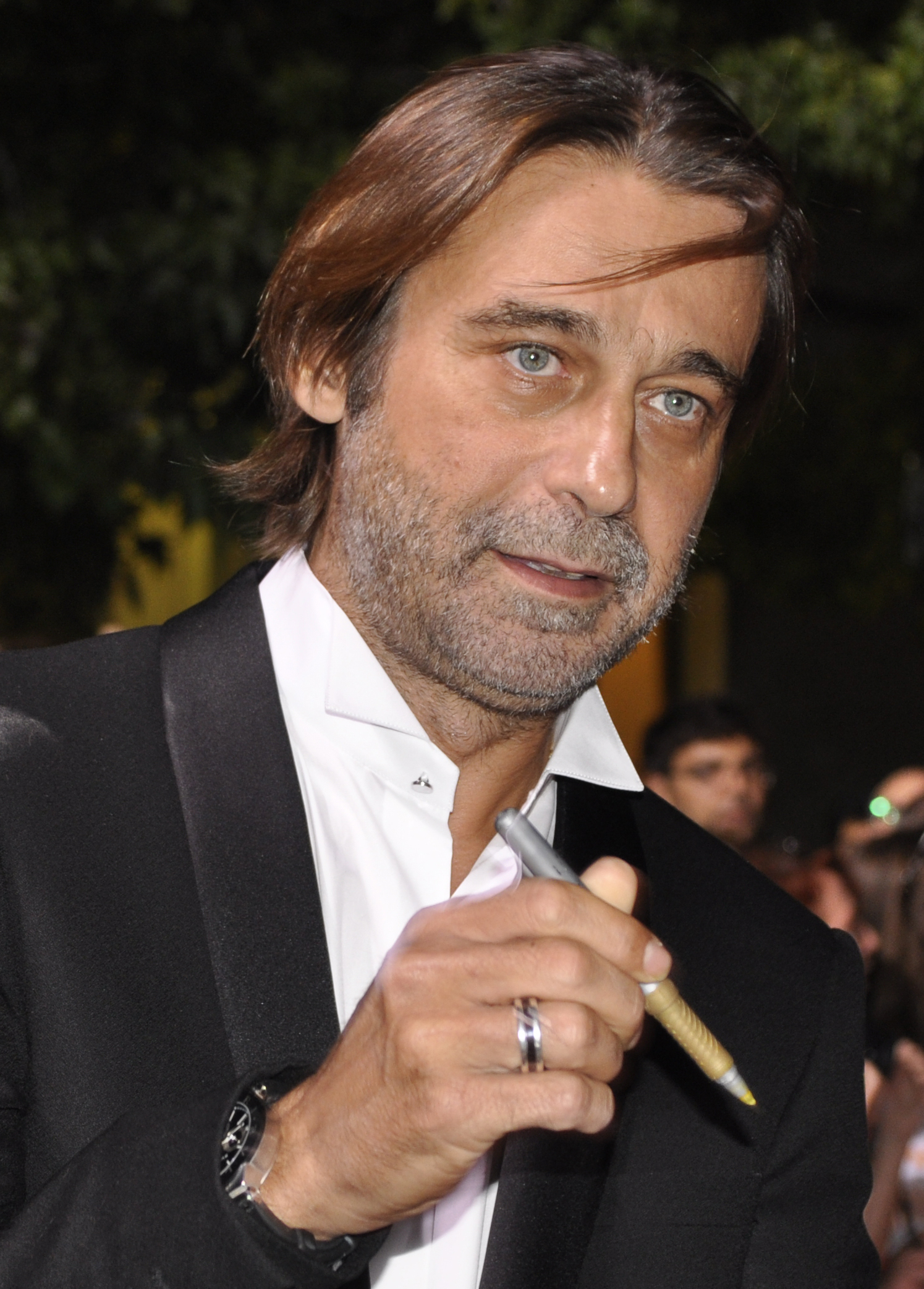
Jordi Mollà
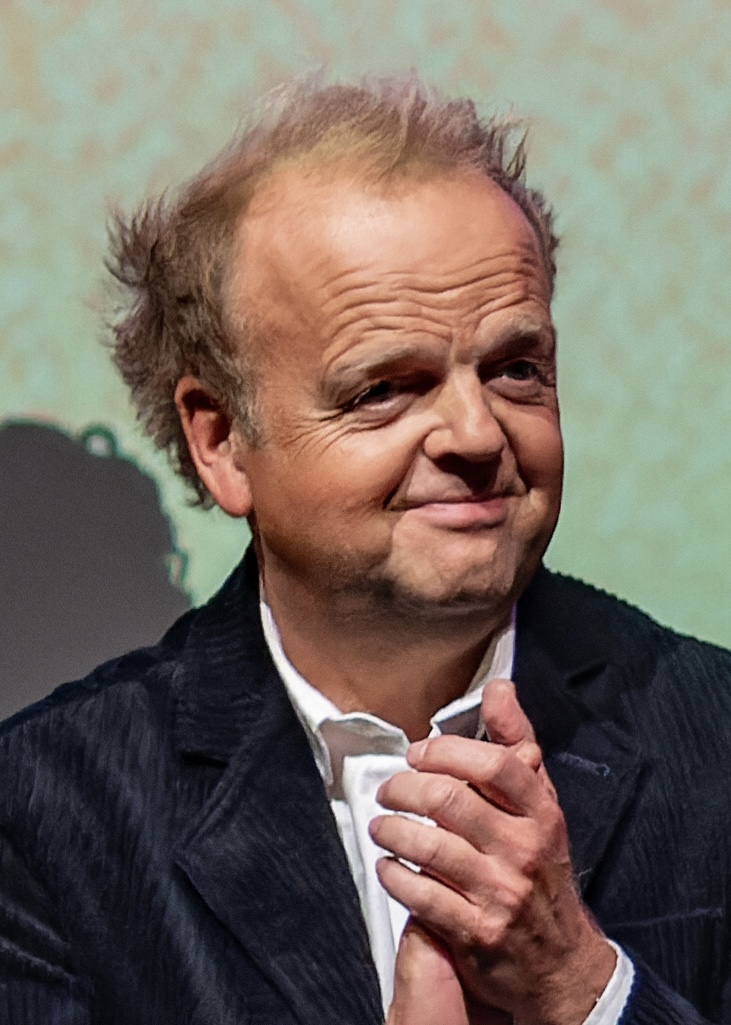
Toby Jones

### Ricorrenti
- Kiko, interpretato da Antonio González Guerrero, doppiato da Simone Crisari.
Galoppino di Harry.
- Alice Barnes / Nicola, interpretata da Emily Barber, doppiata da Gaia Bolognesi.
Nuova amica di Jan che incontra nel gruppo per la terapia di coppia. È un'agente sotto copertura che lavora con la polizia per avvicinarsi alla famiglia Harrigan.
- O'Hara Delaney, interpretata da Lisa Dwan, doppiata da Valentina Mari.
Avvocatessa della famiglia Harrigan.
- Paul, interpretato da Emmett J. Scanlan, doppiato da Francesco Pezzulli.
Scagnozzo di Conrad.
- Valjon, interpretato da Peter Ferdinando, doppiato da Stefano Crescentini.
Proprietario del nightclub nel quale scompare Tommy.
- Charlie Sweet, interpretato da Dritan Kastrati, doppiato da Paolo Vivio.
Faccendiere di Conrad.
- Freddie Shaw, interpretato da Bradley Turner, doppiato da Emanuele Ruzza.
Aiutante di Ritchie.
- Gina Da Souza, interpretata da Teddie Allen, doppiata da Chiara Fabiano.
Figlia adolescente di Harry e Jan.
- Ivan Fisk, interpretato da Luke Mably, doppiato da Alessandro Quarta.
Sergente di polizia che indaga sulla famiglia Harrigan.
- Yvonne Mukasa, interpretata da Gemma Knight Jones, doppiata da Erica Necci.
Ispettrice di polizia e collega di Fisk.
- Antoine Arloud, interpretato da Grégoire Colin, doppiato da Francesco Bulckaen.
Uomo d'affari e socio di Isabella che vuole ottenere l'accesso ai contatti governativi di suo padre.
- Lord Pennock, interpretato da Steven Pacey, doppiato da Gianni Giuliano.
Padre di Isabella.
- Alan Rusby, interpretato da Nigel Lindsay, doppiato da Stefano De Sando.
Ex guardia carceraria che abusò di Kevin in prigione da giovane.
- Donnie, interpretato da Alex Fine, doppiato da Flavio Aquilone.
Sottoposto di Kat.

### Guest star
- Vron Stevenson, interpretata da Annie Cooper, doppiata da Roberta De Roberto.
Moglie di Richie e madre di Tommy.
- Tommy Stevenson, interpretato da Felix Edwards, doppiato da Tito Marteddu.
Figlio unico di Richie e Vron, morto in circostanze sospette.
- Archie Hammond, interpretato da Alex Jennings, doppiato da Giovanni Caravaglio.
Vecchio amico di Conrad in combutta con gli Stevenson.
- Hughie Campbell, interpretato da Ethan Moorhouse.
Cliente del nightclub ferito da Eddie con un coltello.
- Maria, interpretata da Ellen Costa, doppiata da Veronica Puccio.
Domestica dei De Souza.
- Emily Gutwell, interpretata da Lia Williams.
Psicoterapista di Jan.

## Produzione

### Sviluppo
MobLand è stata annunciata nel febbraio 2024 come serie spin-off intitolata inizialmente The Donovans, liberamente tratta dalla serie di Showtime Ray Donovan, con l'intenzione di raccontare la storia dell'origine della famiglia Donovan.
La serie è creata da Ronan Bennett, anche coinvolto come sceneggiatore e produttore esecutivo. Guy Ritchie è il regista dei primi due episodi e produttore esecutivo insieme a David C. Glasser, Ron Burkle, Bob Yari, David Hutkin, Ivan Atkinson, Keith Cox, Nina L. Diaz, Jez Butterworth, Kris Thykier, Tom Hardy e Dean Baker. Nell'ottobre 2024 è stato reso noto che la sceneggiatura era stata rielaborata e non era più considerata uno spin-off di Ray Donovan, utilizzando il titolo di lavorazione The Associate. Nel febbraio 2025 è stato rivelato che la serie aveva ottenuto il titolo finale di MobLand ed era stata ceduta a Paramount+, come produzione originale. La serie è prodotta da MTV Entertainment Studios e 101 Studios.
Il 23 giugno 2025 la serie è stata rinnovata per una seconda stagione.

### Casting
Nell'ottobre 2024 è stata diffusa la notizia che Tom Hardy, Pierce Brosnan e Helen Mirren erano nelle trattative finali per interpretare i protagonisti della serie. Hardy impersona Harry Da Souza, che lavora come risolutore per la famiglia Harrigan, Brosnan interpreta Conrad, il patriarca della famiglia Harrigan e Mirren, sua moglie Maeve. Nel dicembre 2024 Paddy Considine, Joanne Froggatt, Lara Pulver, Anson Boon, Mandeep Dhillon, Jasmine Jobson e Alex Fine sono entrati nel cast.
Nel febbraio 2025 Geoff Bell, Daniel Betts, Lisa Dwan e Emily Barber sono stati annunciati nel cast, mentre nel mese seguente Janet McTeer.

### Riprese
La lavorazione della serie è iniziata nel novembre 2024 a Londra. Le riprese hanno chiuso parte di Isle of Dogs a Londra est, e durante la produzione, una borsa con le cineprese è stata trafugata dal set in pieno giorno. I ladri sono tornati e hanno rubato ulteriori attrezzature, portando al licenziamento e alla sostituzione degli addetti alla sicurezza sul set. 
Durante la produzione, la società di costruzioni di set Helix 3D è fallita, lasciando diversi membri della troupe senza stipendio durante le festività natalizie. Hardy si è offerto di pagarli, ma le società di produzione hanno poi coperto i salari.

## Colonna sonora
La sigla della serie TV è il brano rock alternativo e rap rock Starburster, pubblicato il 17 aprile 2024 dal gruppo musicale irlandese Fontaines D.C..

## Distribuzione
Nei paesi anglosassoni MobLand è distribuita su Paramount+ dal 30 marzo 2025. In Italia è resa disponibile sulla stessa piattaforma dal 30 maggio seguente.

### Edizione italiana
La direzione del doppiaggio è a cura di Antonella Baldini su dialoghi di Linda Barani e Gabriele Castagna, per conto di CD Cine Dubbing.

## Accoglienza

### Critica
La serie ha ricevuto recensioni contrastanti dalla critica. Rotten Tomatoes riporta il 74% delle recensioni professionali positive, con un voto medio di 6,40 su 10 basato su 39 critiche. Il consenso critico del sito web indica: «Il carisma burbero di Tom Hardy è utilizzato in modo efficace in MobLand, una saga di gangster che difficilmente reinventa il genere ma distrugge le sue consuetudini con stile accurato e interpretazioni indimenticabili.» Metacritic, invece, ha assegnato un punteggio di 59 su 100 basato su 16 recensioni, indicando "recensioni miste".

### Primati
Secondo Paramount Global, il primo episodio ha attirato 2,2 milioni di telespettatori nei Paesi dove è stata distribuita sulla piattaforma di streaming, cosa che la rende la produzione Paramount+ più vista di sempre.